# Лютеранская кирха (Минск)
Лютеранская кирха — несохранившийся протестантский храм в Минске.
Храм возведён в 1846 году в стиле классицизма, снесён после Великой Отечественной войны. На его месте сейчас располагается здание с выходом метро со станции метро «Октябрьская» и ресторан «Патио Пицца».

## История
В 1846 году на улице Захарьевской на месте бывшего деревянного храма была построена довольно большая кирпичная лютеранская церковь (кирха).
В 1930-е годы советская власть ликвидировала лютеранскую общину, а храм закрыли и превратили в первый в Белоруссии звуковой кинотеатр для детей «Новости дня».
Здание пострадало во время Великой Отечественной войны, позже полностью снесено.

## Архитектура
Основной объём кирхи был прямоугольным в плане с полукруглой алтарной апсидой и притвором, завершенным сверху башней-звонницей в виде ротонды с восемью колоннами тосканского ордера и полусферическим куполом. Стены здания ритмично разделены аттиками. К церкви с северо-востока был пристроен дом пастора. Главный фасад церкви, симметричный по устройству, выходил на Захарьевскую улицу (ныне проспект Независимости) и был увенчан ступенчатым аттиком .